# Republik Altai
Koordinaten: 50° 53′ N, 86° 54′ O
Die Republik Altai (russisch Республика Алтай Respublika Altai, altaisch Алтай Республика) ist eine Republik im asiatischen Teil Russlands. Um sie nicht mit der größeren Region Altai zu verwechseln, die sich nordwestlich von ihr befindet, wird sie in Russland auch Gorny Altai (russisch: Горный Алтай, das bergige Altai) genannt.

## Geografie
Die Republik liegt im südwestlichen Sibirien im nördlichen Altaigebirge (Russischer oder Hoher Altai). Sie grenzt an Kasachstan, China und die Mongolei. Aufgrund der malerischen Lage im Gebirge mit vielen Seen und Flüssen wurde der Region die Bezeichnung „Russisches Tibet“ gegeben. Im Bergmassiv der Belucha erreicht das Gebirge an der Grenze zu Kasachstan eine Höhe von 4506 m. In der Republik haben die zwei Quellflüsse des Ob ihren Ursprung, der dem gleichnamigen Gletscher an der Südwestflanke der Belucha entfließende Katun sowie die Bija als Abfluss des Telezker Sees, eines der tiefsten Seen Russlands.

### Klima
Das Klima der Republik Altai ist als gemäßigt kontinental einzustufen. Die altaischen Sommer sind meist kurz und heiß, während die Winter lang und sehr kalt sind.

## Geschichte
Nach einer wechselvollen Geschichte kam das Gebiet 1756 unter die Herrschaft des russischen Reichs.
Am 1. Juni 1922 wurde das Oirotische Autonome Gebiet (Oblast) gegründet (nach der damaligen Bezeichnung Oiroten für die Ethnie der Altaier), das später der Region Altai unterstellt und am 7. Januar 1948 in Autonomes Gebiet Gorno-Altaisk umbenannt wurde. Am 25. Oktober 1990 wurde das Gebiet der Russischen SFSR direkt unterstellt und erhielt den Status einer Autonomen Sozialistischen Sowjetrepublik (ASSR), ab 3. Juli 1991 nur noch unter der Bezeichnung Sozialistische Sowjetrepublik (SSR), aber weiterhin als Teil der RSFSR. Seit Mai 1992 nannte sich das Gebiet Republik Gorny Altai (Berg-Altai), seit 12. Dezember 1993 trägt es die heutige Bezeichnung.
Der Asteroid des mittleren Hauptgürtels (2232) Altaj wurde 1981 nach dem Gebiet benannt.
Kommissarischer Präsident der Republik Altai ist seit dem 4. Juni 2024 Andrei Turtschak (* 1975) von der Partei Einiges Russland. Er ist Nachfolger des parteilosen Oleg Chorochordin (* 1972), der von 2019 bis 2024 dieses Amt bekleidete.

## Bevölkerung
Die gebirgige Republik ist dünn besiedelt. Die letzte Volkszählung am 14. Oktober 2010 ergab eine Bevölkerungszahl von 206.168 Einwohnern. Von diesen wohnt mehr als ein Viertel in der Hauptstadt Gorno-Altaisk. Die Titularnation der Republik sind die Altaier, ein Turkvolk, dessen Sprache Altaisch zu den  Turksprachen gehört. Sie machen jedoch nur eine Minderheit der Bevölkerung aus. Die (langsam schwindende) Mehrheit bilden die Russen. Die einzig nennenswerte weitere Minderheit sind mit 12.524 Angehörigen (= 6,2 %) die Kasachen. Amtssprachen sind Russisch und Altaisch. 2002 lebte ein Drittel der Bevölkerung unter der Armutsgrenze.
| Volksgruppe | VZ 1926 | VZ 1926 | VZ 1939 | VZ 1939 | VZ 1959 | VZ 1959 | VZ 1970 | VZ 1970 | VZ 1979 | VZ 1979 | VZ 1989 | VZ 1989 | VZ 2002 | VZ 2002 | VZ 2010 2 | VZ 2010 2 |
| Volksgruppe | Anzahl  | %       | Anzahl  | %       | Anzahl  | %       | Anzahl  | %       | Anzahl  | %       | Anzahl  | %       | Anzahl  | %       | Anzahl    | %         |
| --- | ------- | ------- | ------- | ------- | ------- | ------- | ------- | ------- | ------- | ------- | ------- | ------- | ------- | ------- | --------- | --------- |
| Altaier1 | 42.213  | 42,4 %  | 39.285  | 24,2 %  | 38.019  | 24,2 %  | 46.750  | 27,8 %  | 50.203  | 29,2 %  | 59.130  | 31,0 %  | 68.0272 | 33,6 %  | 69.9633   | 34,5 %    |
| Russen | 51.812  | 52,0 %  | 114.209 | 70,4 %  | 109.661 | 69,8 %  | 110.442 | 65,6 %  | 108.795 | 63,2 %  | 115.188 | 60,4 %  | 116.510 | 57,5 %  | 114.802   | 56,6 %    |
| Kasachen | 2.326   | 2,3 %   | 4.280   | 2,6 %   | 4.745   | 3,0 %   | 7.170   | 4,3 %   | 8.677   | 5,0 %   | 10.692  | 5,6 %   | 12.108  | 6,0 %   | 12.524    | 6,2 %     |
| Andere | 3.309   | 3,3 %   | 4.405   | 2,7 %   | 4.736   | 3,0 %   | 3.899   | 2,3 %   | 4.365   | 2,5 %   | 5.821   | 3,1 %   | 5.914   | 2,9 %   | 5.447     | 2,7 %     |
| Einwohner | 99.667  | 100 %   | 162.179 | 100 %   | 157.161 | 100 %   | 168.261 | 100 %   | 172.040 | 100 %   | 191.649 | 100 %   | 202.947 | 100 %   | 206.168   | 100 %     |
| 1 1926 einschließlich 3414 Telengiten, 1384 Kumandiner und 344 Teleuten, 2002 einschließlich 2368 Telengiten, 1533 Tubalaren, 931 Kumandiner, 830 Tschelkaner, 141 Schoren und 32 Teleuten und 2010 einschließlich 3648 Telengiten, 1891 Tubalaren, 1062 Kumandiner, 1113 Tschelkaner und 87 Schoren.2 3.432 Personen konnten keiner Volksgruppe zugeteilt werden. Diese Leute verteilen sich vermutlich anteilmässig gleich wie die ethnisch zugeschiedenen Einwohner. |         |         |         |         |         |         |         |         |         |         |         |         |         |         |           |           |

### Religionen
Die Bevölkerung gehört verschiedenen Religionen an. Die meisten Altaier praktizieren naturreligiöse Kulte oder bekennen sich zum Buddhismus tibetischer Prägung, einige auch zum Christentum. Ein häufiges Phänomen ist das Mehrfachbekenntnis, da Buchreligionen und Naturkulte sich bei vielen Altaiern nicht ausschließen. Die Mehrheit der Russen sind russisch-orthodoxe Christen, die Kasachen sunnitische Muslime. Die deutsche Minderheit, die in den letzten Jahrzehnten zum größten Teil nach Deutschland ausgesiedelt ist, ist protestantisch.

## Verwaltungsgliederung

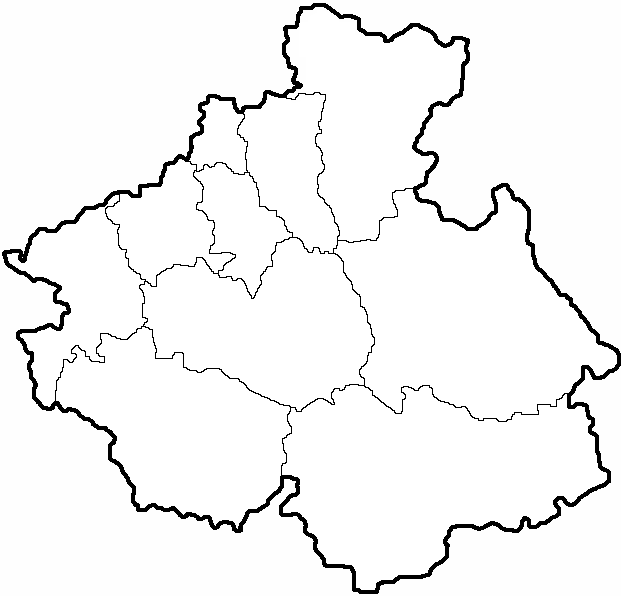
Administrative Gliederung der Republik Altai

Die Republik Altai untergliedert sich in einen Stadtkreis, der von der einzigen Stadt Gorno-Altaisk mit 56.933 Einwohnern gebildet wird, und zehn Rajons mit heute ausschließlich ländlichen Siedlungen (die ehemaligen Siedlungen städtischen Typs Aktasch, Sjoika und Tschemal verloren diesen Status in den 1980er- bis 1990er-Jahren). Die insgesamt 245 Ortschaften in den Rajons der Republik sind zu 91 Landgemeinden (selskoje posselenije) zusammengefasst (Stand April 2015). Mit Abstand zweitgrößter Ort ist Maima mit 16.174 Einwohnern (alle Bevölkerungszahlen Stand 14. Oktober 2010)
| [ A 1 ] | Rajon/ Stadtkreis | Einwohner | Fläche (km²) | Bevölkerungs- dichte (Ew./km²) | Verwaltungssitz | Anzahl Gemeinden | Anzahl Ortschaften |
| ------- | ----------------- | --------- | ------------ | ------------------------------ | --------------- | ---------------- | ------------------ |
|         | Gorno-Altaisk     | 56.013    | 90           | 622                            |                 | 1                | 1                  |
| 1       | Kosch-Agatsch     | 19.242    | 19.845       | 1,0                            | Kosch-Agatsch   | 12               | 16                 |
| 2       | Maima             | 28.787    | 1.286        | 22,4                           | Maima           | 6                | 25                 |
| 3       | Ongudai           | 15.270    | 11.696       | 1,3                            | Ongudai         | 10               | 29                 |
| 10      | Schebalino        | 14.841    | 3.792        | 3,9                            | Schebalino      | 13               | 24                 |
| 8       | Tschemal          | 10.331    | 3.019        | 3,4                            | Tschemal        | 7                | 19                 |
| 9       | Tschoja           | 8.694     | 4.526        | 1,9                            | Tschoja         | 7                | 21                 |
| 4       | Turotschak        | 12.637    | 11.060       | 1,1                            | Turotschak      | 9                | 32                 |
| 5       | Ulagan            | 12.284    | 18.394       | 0,7                            | Ulagan          | 7                | 13                 |
| 6       | Ust-Kan           | 15.128    | 6.244        | 2,4                            | Ust-Kan         | 11               | 24                 |
| 7       | Ust-Koksa         | 17.498    | 12.952       | 1,4                            | Ust-Koksa       | 9                | 42                 |

Anmerkungen:
1. ↑  Nummer des Rajons (in alphabetischer Reihenfolge der Namen im Russischen)
2. ↑  Stadtkreis, gebildet von der gleichnamigen Stadtgemeinde; umschlossen vom Rajon Maima (2)

## Persönlichkeiten
- Alexander Berdnikow (* 8. April 1953), Präsident der Republik Altai (2006–2019)
- Sergei Woronin (11. März 1946 – 18. Oktober 1997), Zahlentheoretiker.